# Вайсман, Мариана
Мариана Вайсман (род. 17 декабря 1933, Буэнос-Айрес) — аргентинский физик, специализирующаяся на вычислительной физике конденсированного состояния. В 2003 году Вайсман стала первой аргентинской учёной, получившей премию L’Oréal-ЮНЕСКО для женщин в науке. В том же году она получила премию Konex по физике.

## Работа
Вайсманн получила докторскую степень в 1965 году в Университете Буэнос-Айреса, а затем закончила аспирантуру в Калифорнийском технологическом институте. Она специализировалась на теоретических исследованиях и численном моделировании свойств твёрдого тела.
Её работы по вычислительной физике конденсированного состояния при образовании льда открыли возможность засева облаков для изменения количества или типа осадков, выпадающих из облаков. Она также изучала поверхности кремния и их взаимодействие с атомами углерода. Исследование включало недавно открытые молекулы, например, легированные фуллерены.
Она руководила множеством докторских диссертаций и опубликовала более 100 научных публикаций в международных журналах.
В 2003 году она получила награду Л’Ореаль-ЮНЕСКО для женщин в науке, став первой аргентинской учёной, получившей награду, учреждённую в 1998 году.